# Frank Engel
Pour les articles homonymes, voir Engel.
Frank Engel, né le 10 mai 1975 à Luxembourg (Luxembourg), est un homme politique luxembourgeois, président du Parti populaire chrétien-social (CSV) du 26 janvier 2019 au 24 avril 2021.
Il était député au Parlement européen de 2009 à 2019 où il représentait le Luxembourg et dans lequel il siégeait au sein du groupe du Parti populaire européen (PPE).

## Biographie

### Formation
Il fréquente d'abord le Lycée classique de Diekirch (lb) (LCD) de 1987 à 1994. Par la suite, il poursuit sa formation et étudie le droit à l'Université libre de Bruxelles et à l'université de Metz jusqu'à l'obtention de sa maîtrise en droit privé dans cette dernière.

### Carrière professionnelle
Frank Engel commence sa carrière en tant que consultant indépendant avant de devenir rédacteur en chef de CODEX, un site internet d'information juridique au Luxembourg. Ensuite, il devient l'assistant de Jacques Santer au Parlement européen en 1999 puis secrétaire général du groupe parlementaire du CSV à la Chambre des députés en 2001.
Entre 2005 et 2020, il est consul honoraire de l'Arménie au Luxembourg. En février 2017, alors qu'il assiste en tant qu'observateur au référendum qui se tient dans la république autoproclamée du Haut-Karabagh, l'Azerbaïdjan lance un mandat d'arrêt à son encontre estimant que l'eurodéputé est coupable d'une entrée illégale sur le territoire qu'elle revendique,.

### Parcours politique
Durant les dernières années au lycée, il est membre du parti vert ("Gréng Alternativ Partei") et s'engage dans la représentation étudiante UNEL, dont il est membre du bureau national (1993-1995).
En plus de ses études universitaires, il rejoint la Jeunesse chrétienne-sociale (en luxembourgeois : Chrëschtlech Sozial-Jugend ; abrégé en CSJ), l'organisation de jeunesse du CSV. Dans le même temps, il devient également le président de l'organisation United Students for Europe (fédération européenne des étudiants démocrates chrétiens) et vice-président de European Democrat Students (association estudiantine du PPE).
Lors des élections européennes de 2009, il est élu au Parlement européen pour représenter le Luxembourg. Réélu aux européennes de 2014, il est membre de plusieurs commissions et délégations dont la commission des libertés civiles, de la justice et des affaires intérieures (LIBE), la délégation pour les relations avec le Parlement panafricain (DPAP) et la délégation à l'Assemblée parlementaire paritaire ACP-UE (DACP).
En janvier 2019, Frank Engel est élu président du CSV face à Serge Wilmes. Il reprend la présidence après le mandat de Marc Spautz. En mars 2021, il se présente comme candidat au renouvellement de la présidence de son parti. Seul candidat en lice, il publie un programme de campagne d'une vingtaine de pages. Alors qu'il est accusé d'abus de biens sociaux par plusieurs membres de son parti, Frank Engel présente sa démission au comité national et renonce de fait à sa candidature le 19 mars,,.
Il revient dans le jeu politique le 21 février 2022 via le lancement officiel de son nouveau parti politique Fokus qui se veut « pragmatique » et « sans idéologie fixe », dont il est le chef de file pour les élections législatives de 2023.

## Polémiques
En mars 2021, le président du CSV est accusé d'abus de biens sociaux pour avoir perçu 40 000 euros sans contrepartie. On reproche à l'intéressé qu'un travail de recherche de donateurs n'aurait pas été réalisé. Pourtant, celui-ci indique « ne rien avoir à se reprocher » et assure qu'une clause dans son contrat prévoyait le remboursement intégral en cas d'échec. Quoi qu'il en soit, les autorités judiciaires ont lancé une enquête préliminaire et une perquisition a eu lieu au « CSV Frëndeskrees » (en français : Cercle des amis du CSV),.
Le procès, qui porte sur le remboursement de prestations sociales ainsi que sur une prétendue relation de travail fictive, a débuté en octobre 2021.

## Publications
Frank Engel est l'auteur de trois ouvrages sur la thématique européenne :
- (de) Frank Engel, Europa in der grossen Krise: Ein Drama in drei Akten. [« L'Europe dans la Grande crise : un drame en trois actes »], Saint-Paul Luxembourg, 2009, 144 p. (ISBN 978-2-87996-624-3, OCLC 498937203, lire en ligne).
- (de) Frank Engel, Parlement européen et Parti populaire chrétien-social, Die Schulden überwinden: ein Haushalt für den Euro [« Surmonter la dette : un budget pour l'euro »], 2012 (OCLC 951559408, lire en ligne).
- Frank Engel, Projet de manifeste pour les États-Unis d'Europe, 2013.